# Zuidoostbeemster
Zuidoostbeemster is een dorp in de gemeente Purmerend in de Nederlandse provincie Noord-Holland, vlak bij de stad Purmerend. Het dorp heeft 4.400 inwoners (2023).
Zuidoostbeemster groeide vanaf 1850 langzaam tot een dorp. Dit nadat de concentratie buitenplaatsen verdwenen waren, de hoek waarin het dorp ligt werd altijd verzameld Zuidoostbeemster genoemd, waaronder toen ook de buurtschap Halfweg grotendeels viel. Halfweg was de grootste buurt in Zuidoostbeemster. Toch is het dorp Zuidoostbeemster niet vanuit die plaats gegroeid.
Het groeide vanuit de hoek van Purmerend. Het waren gepensioneerde veehouders uit de Purmer en Purmerend. Deze waren gehecht aan de veemarkt van Purmerend en wilden daarom zo dicht mogelijk bij de stad wonen. Zuidoostbeemster werd daarom snel gezien als een voorstad of polderwijk van de stad Purmerend. De eerste generatie bouwde een slag kleinere stolpen dan de bekende boerenstolpen.
Tussen 1918 en 1940 volgde nieuwe tuinders- en rentenierswoningen langs de Purmerenderweg en de Zuiderweg, alsook de nieuwe straten; de Jacobus Boumanlaan en Wouter Sluislaan. In 1920 kocht de gemeente Beemster grond van de boeren om te voorkomen dat de gemeente Purmerend het groeiende Zuidoostbeemster zou annexeren en er op grote schaal zou gaan bouwen ter uitbreiding van de stad. Wel werd op de gekochte grond gebouwd. De plaats bleef groeien.
In de hele Beemster werd in 1958 langzaam de groei geremd maar Zuidoostbeemster groeide nog flink in de jaren zestig. De groei die de gemeente Beemster wilde kwam er echter niet omdat de Provinciaal Planologische Dienst (PPD) van de provincie Noord-Holland een groene buffer moest blijven in de steeds meer verstedelijkende omgeving. PPD wilde vooral voorkomen dat de Beemster, met name Middenbeemster en Zuidoostbeemster slaapverblijf werd van de inwoners van Amsterdam. Door de PPD werden andere plaatsen in het noorden van de provincie als betere groeikernen geduid.
Vanaf 2014 worden in fases, honderden woningen gerealiseerd op de plaats van landerijen onder naam van nieuwbouwproject "De Nieuwe Tuinderij". De nieuwe wijken trekken steeds meer jonge gezinnen uit steden als Purmerend en Amsterdam.
Aan de Nekkerweg 67a is het Beemster Arboretum te vinden.

## Geboren in Zuidoostbeemster
- Agaath Meulenbroek (1943-2023), actrice
- Kasper van Kooten (1971), acteur

Stad: Purmerend      

Dorpen: Middenbeemster · Noordbeemster · Purmerbuurt · Purmer (deels) · Westbeemster · Zuidoostbeemster

Buurtschappen: Arenberg · Assummerbuurt · De Blikken Schel · Halfweg · Het Hoekje · Hoornsche Keet · Klaterbuurt · De Zevenhuisjes
Noord-Holland: Steden en dorpen in Noord-Holland      Nederland: Provincies · Gemeenten